# HD164231
HD164231 — хімічно пекулярна зоря спектрального класу
A2 й має видиму зоряну величину в смузі V приблизно  8,7.

## Пекулярний хімічний склад
Зоряна атмосфера HD164231 має підвищений вміст 
Cr
.